# Mariano Salvador Maella

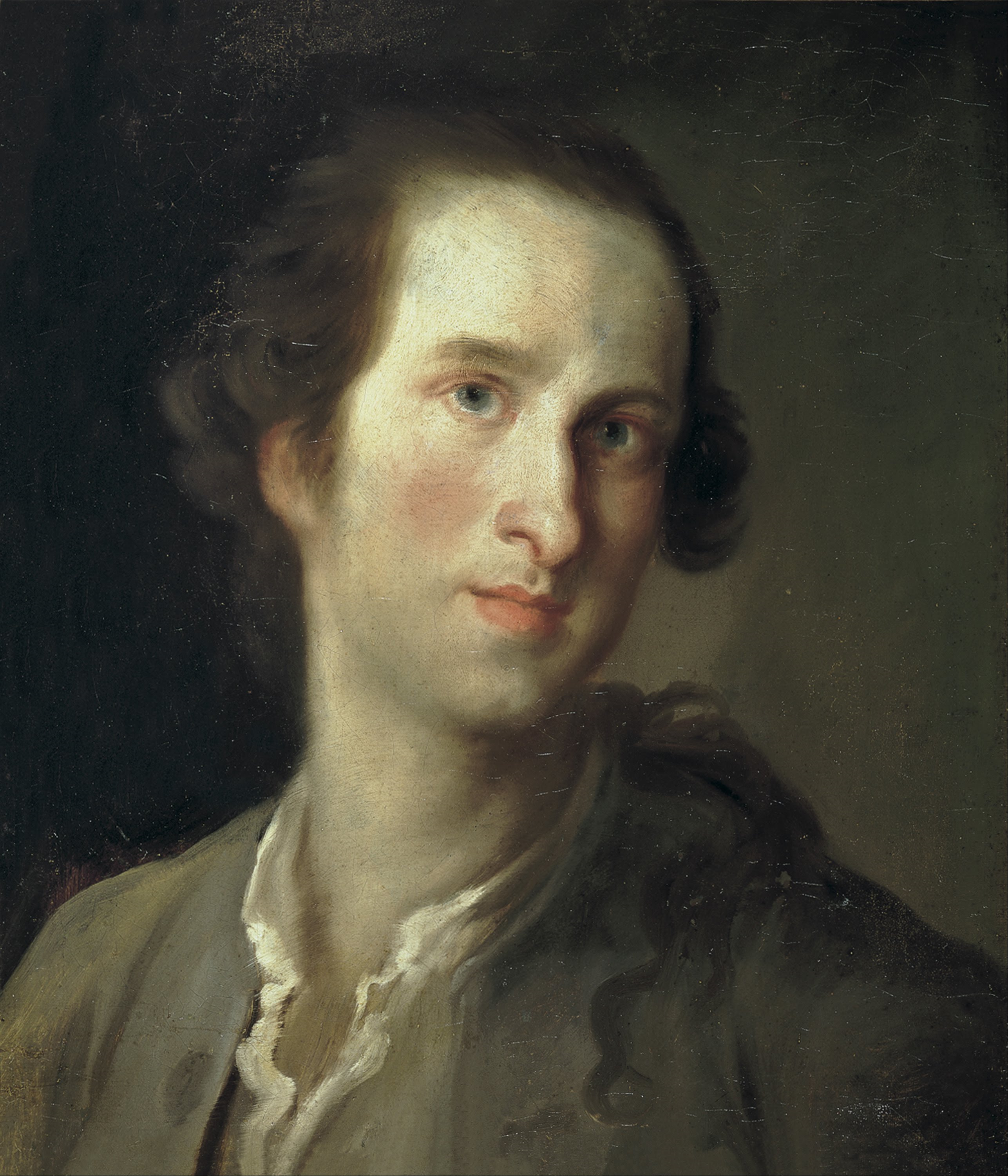
Selbstporträt (1758-1765), Öl auf Leinwand, 45 × 38 cm, Madrid, Real Academia de Bellas Artes de San Fernando. Laut einer Inschrift auf der Rückseite handelt es sich um ein „Porträt von D. Mariano Maella, Maler, der Kammermaler von D. Karl IV. war, Generaldirektor dieser Akademie, etc. Von ihm selbst gemalt, als er in Rom war. Es ist ein Geschenk von Valentín Carderera“

 Mariano Salvador Maella (geboren 21. August 1739 in Valencia; gestorben 10. Mai 1819 in Madrid) war ein spanischer Maler. Er malte Porträts und religiöse Bilder.

## Leben
Mariano Salvador Maella wurde 1739 in Valencia geboren. Sein Vater war ebenfalls Maler, und nachdem er bei ihm das Malen gelernt hatte, ging er im Alter von 11 Jahren nach Madrid, um bei dem Bildhauer Felipe de Castro zu studieren, der den neoklassizistischen Stil in Spanien einführte. Anschließend trat er in die Königliche Akademie der Schönen Künste von San Fernando ein, wo sein Professor Antonio González Velázquez auf seine Fähigkeiten aufmerksam wurde, dessen Tochter er später heiratete.
Nach seiner Ausbildung in Rom von 1757 bis 1765 kehrte er nach Madrid zurück, um an der Renovierung des Königspalastes von Madrid unter der Leitung von Anton Raphael Mengs teilzunehmen, und wurde von Mengs’ Malstil beeinflusst. Es ist bekannt, dass er eine Gedichtsammlung des Dichters Francisco de Quevedo aus dem 17. Jahrhundert illustrierte, die 1772 veröffentlicht wurde.
Auch eine Illustration des Dichters ist von ihm bekannt (mit Joaquín Ballester.)
Er wurde 1774 zum Hofmaler ernannt und wurde als Porträtmaler bekannt. Er arbeitete in Palästen in ganz Spanien, restaurierte die Wandmalereien von Juan de Borgoña in der Kathedrale von Toledo, schuf Wandmalereien in der Kathedrale von El Burgo de Osma und lieferte Wntwürfe für die Königliche Gobelinmanufaktur.  1795 wurde er nach dem Tod von Francisco Bayeu (1734–1795) bis 1798 Direktor der Königlichen Akademie und 1799 wurde er mit Francisco de Goya der erste Hofmaler.
Goya arbeitete des Öfteren mit ihm zusammen, in jüngeren Jahren unter seiner Leitung und offenbar nicht immer zu seiner Zufriedenheit.
Als Karl IV. 1808 auf Druck Napoleons abdankte und Joseph Bonaparte als Joseph I. den spanischen Thron bestieg, zögerte er nicht, dem Hof von Joseph I. treu zu bleiben. Als Joseph I. 1813 abdankte und Ferdinand VII. den Thron bestieg, wurde er als Hofmaler entlassen und ging in den Ruhestand. Seine Position an der Akademie wurde von seinem Schüler Vicente López Portaña übernommen.
Er starb im Jahr 1819 in Madrid.